# Îles Diapontiques
Les îles Diapontiques (en grec moderne : Diapóndia nisiá, Διαπόντια νησιά) forment un archipel situé au nord-ouest de Corfou. Bien que se trouvant au nord de la ligne séparant l'Adriatique de la mer Ionienne, elles font partie des îles Ioniennes.
Seules trois îles sont habitées, Othoni, Érikoussa et Mathraki, par une population d'environ 1 700 personnes. Les trois îles habitées formaient chacune leur propre communauté jusqu'en 2010. Le 1er janvier 2011, les îles ont été rattachées au dème (municipalité) de Corfou, dont elles forment trois districts municipaux. Les villages choisissent leurs propres représentants municipaux.

## Transports
Un service régulier de ferry relie l'archipel à Corfou.